# 아리안 4
아리안 4(Ariane 4)는 유럽 우주국(ESA)이 1988년부터 2003년까지 사용했던 우주발사체이다. 아리안스페이스 사의 제품이기도 하다.

## 개요
1983년부터 개발이 시작되었다. 최초 발사는 1988년 6월 15일에 있었다. 2003년까지 발사되었고, 그동안 113회의 성공과 3회의 발사 실패가 있었다. 아리안 3의 확장형이며, 제1단에 대형 부스터를 추가한 점이 큰 차이점이다. 부스터의 사용 수·상황에 따라 6개의 버전이 있지만, 최대 능력을 낼 수 있는 아리안 44L는 4.8 t 의 물체를 정지 궤도에 올릴 수 있다. 덧붙여 아리안 4에 의한 정지 궤도 진입 중량 기록은 4.946 t이다.
아리안 4의 기본형은 부스터가 없는 아리안 40이며, 3단형이고, 2.1 t 의 물체를 정지 궤도에 올릴 수 있고, 5.0 t 의 물체를 지구 저궤도에 올릴 수 있다. 엔진은 액체 추진 로켓이며, 1단에는 4기, 2단에는 1기의 바이킹 5 엔진을 탑재한다. 3단은 HM7 엔진이며, 액체 산소·액체 수소를 연료로 한다. 대형 액체 로켓 부스터 4개가 탑재된 아리안 44L은 3.5단식이 된다.
아리안 4의 버전은 사용하는 부스터의 종류 및 사용 개수에 의해서 나눌 수 있다. 고체 로켓 부스터를 사용하는 경우는 P, 액체 로켓 부스터를 사용하는 경우는 L을 이름에 붙인다. 액체 로켓 부스터가 고체 로켓 부스터보다 추진력이 크다.

## 파생형
발사 용도에 따라 몇 개의 파생형이 존재한다. 2기 또는 4기의 고체 연료 보조 로켓(PAP - Propulseurs d'Appoint Poudre)이나 액체 연료 보조 로켓(PAL - Propulseurs d'Appoint Liquide)을 사용한다. Spelda (Structure Porteuse Externe de Lancement Double Ariane, 프랑스어로 '아리안 로켓에 의한 복수 발사를 위한 외부 수송 구조물')로 불리는 장치로 1회의 발사로 복수의 위성을 궤도에 올릴 수 있다.
아리안 4는 세계의 상업용 위성의 발사 시장에서 60% 의 점유율을 획득했다.
아리안 4의 버전 중 아리안 40은 기본형으로 전체 높이 58.4 m, 직경 3.8 m, 그리고 이륙 중량 245 t으로 최대 적재량 2100 kg 을 정지 천이 궤도 또는 5000 kg 을 지구 저궤도에 올릴 수 있다. 주 엔진은 4기의 바이킹 2B 엔진으로 추력은 667 kN이다. 2단은 바이킹 4B 엔진이며, 3단은 액체 수소/액체 산소를 연료로 하는 HM7B 엔진이다. 아리안 44L은 최대 4기의 액체 연료 보조 로켓을 사용하고, 제4단을 추가해 총 중량 470 t 에 이르렀고, 정지 천이 궤도에 4730 kg, 지구 저궤도에 7600 kg 의 물체를 올릴 수 있다.

## 발사 실적
1988년 최초 발사 이래 116회 발사되었고, 성공률은 97% 에 이른다. 마지막 발사는 2003년 2월 15일에 인텔샛 907 위성을 정지 궤도로 발사한 것이다.
| 버전        | 발사 횟수 | 성공 횟수 | 실패 일자       |
| ----------- | --------- | --------- | --------------- |
| 아리안 40   | 7         | 7         | -               |
| 아리안 42L  | 12        | 12        | -               |
| 아리안 42P  | 14        | 13        | 1994년 12월 1일 |
| 아리안 44L  | 34        | 33        | 1990년 2월 22일 |
| 아리안 44LP | 26        | 25        | 1994년 1월 24일 |
| 아리안 44P  | 15        | 15        | -               |

## 퇴역
이전에 아리안 4가 담당했던 발사는 후계기인 아리안 5와 소유스 ST가 담당한다. 아리안 4가 탑재 가능한 최대 적재량보다 무거운 것은 소유스와 센타우르를 조합해 쏘아 올릴 예정이다. 소유스는 페이로드 플랫폼을 재사용하고, 아리안 4로부터 유용한 대형 탄소 섬유제 페어링을 사용해 기아나 우주 센터에서 발사될 예정이다.

## 같이 보기
- 치클론 4호